# 栄暉
栄暉（えいき、生没年不詳）とは、江戸時代の浮世絵師。

## 来歴
鳥文斎栄之の門人。作画期は寛政の頃とされ、『浮世絵師伝』は「肉筆美人画あり」と記すが、現在その作については不明である。